# Sergio Segio
Sergio Segio, detto Comandante Sirio (Pola, 24 novembre 1955), è un ex terrorista, scrittore e saggista italiano.
È stato un militante dell'organizzazione armata di estrema sinistra Prima Linea, della quale fu il principale dirigente e "comandante militare". In seguito si è dedicato ad attività sociali, come il miglioramento delle condizioni carcerarie, i diritti umani e il problema delle droghe.

## Biografia
Nato a Pola, nell'allora Istria jugoslava (attualmente parte della Croazia), in una famiglia italiana, crebbe e si formò a Sesto San Giovanni (in provincia di Milano). Laureatosi in filosofia presso la Statale di Milano, ebbe modo d'avvicinarsi alla politica sin da giovane, curando la redazione, la stampa e la diffusione di volantini e manifesti indirizzati agli operai delle fabbriche sestesi e distribuiti anche nelle principali piazze meneghine.
In continua ed aperta critica con la politica attuata dal PCI, ed in generale dalla sinistra parlamentare, Segio entrò a far parte di Lotta Continua; prima dello scioglimento di quest'ultima, assieme ad altri suoi compagni ne uscì per poter formare con essi un primo gruppo volto alla lotta armata: Senza Tregua (1974), anche autore del giornale omonimo. Questa formazione poi, assieme ad alcuni raggruppamenti di militanti usciti da Potere Operaio, convergerà successivamente nell'organizzazione eversiva di Prima Linea.

### Lotta armata
I principali esponenti dell'organizzazione armata furono Roberto Sandalo, Marco Donat-Cattin, Michele Viscardi, Enrico Galmozzi, Fabrizio Giai, Sergio Segio, Susanna Ronconi, Diego Forastieri, Roberto Rosso, Maurice Bignami, Bruno La Ronga, Giulia Borelli e Silviera Russo.
Il 29 gennaio 1979, a Milano, fu l'esecutore materiale, assieme a Donat Cattin, dell'omicidio del magistrato Emilio Alessandrini, con i compagni Michele Viscardi, Umberto Mazzola e Bruno Rossi Palombi che svolgevano nel mentre compiti d'appoggio.
Il 19 marzo 1980, sempre Segio, questa volta però assieme a Maurice Bignami ed a Viscardi, assassinò anche il magistrato Guido Galli nel bel mezzo d'un suo convegno tenuto all'Università Statale di Milano (i tre fuggirono poi in bicicletta). Già nello stesso 1980, però, Prima Linea iniziò ad entrare in crisi profonda, con molti dei suoi militanti arrestati e processati, sciogliendosi formalmente dunque nel luglio del 1983; tale decisione venne presa dagli stessi militanti in una "conferenza di organizzazione", che si tenne nel carcere di Le Vallette di Torino, dove era concentrata la gran parte del suo intero effettivo per il "maxiprocesso" in corso contro l'organizzazione.
Uscito pertanto da Prima Linea già a partire dall'estate del 1980, nell'aprile dell'anno seguente Segio fondò, assieme ad altri suoi compagni fuoriusciti, i Nuclei Comunisti, un piccolo raggruppamento che aveva come unico obiettivo la liberazione dei compagni imprigionati e l'attacco alle carceri speciali. In tale situazione rivendicò, il 18 settembre dello stesso anno, l'omicidio del vicebrigadiere degli agenti di custodia Francesco Rucci. Il 3 gennaio 1982, tale formazione organizzò poi l'evasione dal carcere di Rovigo di quattro detenute, Loredana Biancamano, Federica Meroni, Marina Premoli e Susanna Ronconi (quest'ultima ex-brigatista, oltreché compagna di Segio). L'esplosione dell'ordigno preposto a far crollare una parte del muro di cinta, e permettere dunque l'evasione, causò però la morte accidentale di un passante, Angelo Furlan.

### Arresto, processo e condanna

Sergio Segio

Il 15 gennaio 1983, Segio venne arrestato a Milano e, assieme agli altri militanti di PL, dichiarò chiusa definitivamente l'esperienza della lotta armata. Coerentemente con la decisione assunta, nei mesi successivi, durante il "maxiprocesso" di Milano, Prima Linea farà consegnare all'arcivescovo Carlo Maria Martini le armi a disposizione dei militanti rimasti in libertà.
Venne processato per gli omicidi Alessandrini e Galli, oltre che per associazione sovversiva, banda armata e concorso in vari crimini di Prima Linea. Arrestato una prima volta nel 1976 e la seconda il 15 gennaio 1983, fu imputato in diversi maxi processi, tra cui il processo Prima Linea - Comitati Comunisti Rivoluzionari, contro 112 imputati, tenutosi a Milano, dove a Segio e altri, come ad esempio Bignami, venne inflitto l'ergastolo in primo (1983) e secondo grado (1986). Nel 1987, la prima sezione penale della Cassazione, presieduta da Corrado Carnevale, annullò le sentenze per vizio di forma, scatenando all'epoca un certo sciame di polemiche; in seguito, in questo e in vari processi a PL come il processo milanese, l'ergastolo e vari anni di carcere saranno le pene irrogate a Segio. Nella seconda carcerazione scontò oltre 22 anni di reclusione - l'ergastolo gli venne ridotto prima a 30 anni in base ai benefici della legge Gozzini, poi, pur non avendo mai collaborato con i magistrati, usufruì della dissociazione prevista dalle leggi speciali, ottenendo la semilibertà e la libertà condizionale -, infine, ultimo di tutti gli ex-militanti di Prima Linea arrestati e condannati ad uscire dal carcere, terminò ufficialmente di scontare la condanna nel 2004, quando il giudice di sorveglianza dichiarò per lui il "fine pena".
Negli anni di detenzione, si è fatto portavoce delle disfunzioni del sistema penitenziario e giudiziario, nonché promotore di un sistema di carcerazione alternativo, volto cioè all'impegno sociale e al progressivo reinserimento del soggetto nella società; fu anche uno dei principali promotori della fine della lotta armata, invitando gli ex-terroristi a dissociarsi completamente  .
In un'intervista rilasciata sul finire del 2017, ha dichiarato di considerare Prima Linea non un gruppo terroristico, bensì un'organizzazione combattente di sinistra. Una posizione già sostenuta dallo scrittore napoletano Erri De Luca  e persino dal Ministro dell'Interno di quegli anni, in seguito divenuto Presidente della Repubblica, Francesco Cossiga.

### Attività attuali
Collaboratore di don Luigi Ciotti, fondatore del Gruppo Abele e di Libera, con cui ha cominciato a collaborare ancora da detenuto e poi da semi-libero, dal 1994 al 2001 è stato responsabile della Redazione e dell'Ufficio stampa e comunicazione dell'associazione Gruppo Abele, coordinandone poi il settore per la stampa e l'informazione e il settore progetti sul carcere. Per il Gruppo Abele ha fondato la prima rivista contro le mafie, Narcomafie, incarico che ha dovuto lasciare per l'opposizione dell'associazione italiana vittime del terrorismo. Una censura contro la quale furono presentate interrogazioni parlamentari.
È stato membro del Coordinamento nazionale degli Uffici stampa del non profit. Attualmente, continua a lavorare con il Gruppo Abele, ha collaborato inoltre con l'associazione A buon diritto. È stato nel direttivo nazionale dell'associazione Nessuno tocchi Caino. La sua attività e presenza nelle carceri per le attività è stata contestata da alcuni esponenti di sindacati della polizia penitenziaria. 
È stato tra i soci fondatori dell'associazione Upre Roma, impegnata contro il razzismo e le discriminazioni.
È stato ideatore, curatore e coordinatore redazionale del rapporto "Annuario Sociale" (Edizioni Gruppo Abele 1997; 1998; 1999; Edizioni Feltrinelli 2000 e 2001). 
Da oltre vent'anni è ideatore, curatore e coordinatore redazionale del Rapporto sui diritti globali  (Edizioni Ediesse - Edizioni Futura), che dal 2003 esce annualmente. Realizzato dalla Associazione SocietàINformazione Onlus, di cui Segio è direttore, lo studio è copromosso dalla CGIL nazionale, assieme al Coordinamento nazionale delle comunità di accoglienza (CNCA), ActionAid, ARCI, Associazione Antigone, Fondazione Basso-sezione internazionale, Forum Ambientalista, Gruppo Abele e Legambiente.
Ha promosso e diretto per alcuni anni le riviste mensili “Narcomafie” e “Fuoriluogo”, supplemento mensile del quotidiano il manifesto. È stato membro della redazione della rivista “Dignitas” dell'Associazione Sesta Opera San Fedele di Milano. Ha collaborato con la Fabbri Rizzoli-Grandi Opere:
per la “Enciclopedia Universale Rizzoli-Larousse, XIX Aggiornamento”, (Rizzoli-Larousse, 1992), ha redatto le voci e i lemmi relativi alla Politica nazionale; per la “Enciclopedie Rizzoli, Annuario 1996” (Rizzoli, 1996), ha redatto la monografia Partiti politici. per l'Enciclopedia Bompiani, nel 1996, ha redatto la voce relativa alla Storia politica italiana nella prima metà degli anni novanta. Per l'Enciclopedia UTET, nel 1997, ha realizzato il saggio “Storia politica italiana 1988-1997”. È tra gli autori e collaboratori per le voci storiche de L'Enciclopedia, pubblicata nel 2003 dal Gruppo Editoriale L'Espresso-La Repubblica.
Tra il 1991 ed il 1992, è stato segretario di redazione della rivista quadrimestrale di studi criminologici “Dei delitti e delle pene”, diretta da Alessandro Baratta. Ha collaborato al libro collettaneo "Le città europee e la droga", edito dalle edizioni EGA. Ha collaborato con un capitolo al volume collettaneo “Educazione, organizzazione, processi comunicativi, dentro il carcere e fuori dalla scuola”, curato da Renata Mancuso dell'università di Bologna, editore FrancoAngeli. Ha collaborato con un capitolo al libro “La bibbia dei non credenti”, curato da Francesco Antonioli, edizioni Piemme, 2002. È autore del saggio "Lampedusa non è un'isola", pubblicato dall'associazione A buon diritto nel 2012.
È stato commentatore della rivista del non profit Vita. Ha pubblicato numerosi articoli e interventi in svariate altre riviste e quotidiani (tra cui il manifesto, l'Unità, Avvenire, il Giorno, Vita non profit, Carta, Liberazione e la Repubblica, quotidiano del quale è stato collaboratore fisso. Da molti anni è impegnato nel volontariato. Interviene sui problemi del carcere e delle tossicodipendenze, ed è impegnato in vari ambiti sui temi sociali. È stato tra i fondatori di  Forum Droghe. Per i problemi della giustizia, è stato direttore della Fondazione Carcere e Lavoro promosso dalla Caritas italiana e da altre organizzazioni di volontariato e vicepresidente del Consorzio sociale Nova spes, teso a offrire opportunità lavorative e di reinserimento sociale a detenuti ed ex detenuti. È stato presidente della Conferenza Volontariato Giustizia del Piemonte-Valle d'Aosta e componente della Giunta direttiva della Conferenza nazionale Volontariato Giustizia, cui partecipano le maggiori organizzazioni italiane impegnate in tale settore.
Assieme all'ex-finanziere Sergio Cusani, nel 2000 è stato testimonial, organizzatore e coordinatore di una campagna politica e sociale tesa al varo di un provvedimento di amnistia e indulto e a un programma di riforme delle istituzioni penitenziarie denominato “Piccolo piano Marshall” per le carceri, che ha aggregato e coinvolto tutte le principali organizzazioni di volontariato e del Terzo settore, le reti associative, cooperative e sindacali italiane e che si è protratta con numerose iniziative per diversi anni.
Nel 2001, dopo i fatti del G8 di Genova, ha promosso l'Agenzia di stampa nazionale “Testimoni di GeNova”.
Per le sue attività, nel 2003, gli è stato conferito il Premio Internazionale all'Impegno Sociale “Rosario Livatino”. Nel 2005 ha pubblicato Miccia corta (DeriveApprodi editore), ripubblicato nel 2017 in una nuova edizione ampliata per le edizioni Milieu; nel 2006  Una vita in Prima Linea (Rizzoli editore). Nel 2010 è stato eletto nel direttivo nazionale dell'organizzazione umanitaria "Nessuno tocchi Caino". Con il regista Antonio Syxty, ha realizzato i lavori teatrali "Dormono, dormono sulla collina" (2008) e "Last minute – cronache dal mondo diseguale" (2009), entrambi rappresentati al Teatro Litta di Milano. Nel 2022 ha pubblicato il libro Droghe e diritti umani  (con Susanna Ronconi, Milieu edizioni), nel 2023 Globalizzare i diritti. Una memoria critica per comprendere e cambiare il mondo (Milieu edizioni)
Dal 2015 dirige il magazine internazionale Global Rights.
Assieme a Susanna Ronconi, ha promosso e coordinato la campagna politica e informativa contro le stragi avvenute in diversi carceri nel marzo 2020, durante la pandemia del Covid-19, con 13 detenuti morti, costituendo il Comitato nazionale per la verità e giustizia sulle morti in carcere, cui hanno aderito circa mille persone, tra cui giuristi, artisti e intellettuali tra cui Vittorio Agnoletto, Ascanio Celestini, Franco Corleone, Giuseppe De Marzo, Nicoletta Gandus, Francesco Maisto, Bruno Mellano, Moni Ovadia, Livio Pepino, Marco Revelli, Paolo Rossi.

## Opere
Ha pubblicato due libri sulle esperienze degli anni settanta e diversi altri su altre tematiche, tra cui:
- Miccia corta. Una storia di Prima Linea. DeriveApprodi, 2005. ISBN 88-88738-49-5.
- Una vita in Prima Linea. Rizzoli, 2006. ISBN 88-17-01177-0.
- Miccia corta. Una storia di Prima Linea. Milieu editore, 2017. ISBN 978-88-98600-65-6
- Droghe e diritti umani  (Milieu edizioni), 2022, ISBN 979-12-80682-27-7
- Globalizzare i diritti. Una memoria critica per comprendere e cambiare il mondo ISBN 979-12-80682-71-0

## Filmografia
- La prima linea (2009), film di Renato De Maria e con Riccardo Scamarcio nei panni di Segio, che ne prese polemicamente le distanze, in quanto condannerebbe senza appello ed in maniera fin troppo schematica e capziosa l'intera vicenda di Prima Linea e di altri gruppi come il suo[18].